# Used to Love Her
«Used to Love Her» — песня американской рок-группы Guns N’ Roses с альбома G N’ R Lies. Впоследствии песня была использована в качестве би-сайда на некоторых релизах сингла «Paradise City».

## О песне
Вопреки распространенному мнению, что песня посвящена девушке Эксла Роуза, песня была написана как шутка. Иззи Стрэдлин заявил: «Я сидел и слушал радио, а какой-то парень ныл о бабе, которая плохо к нему относится. Мне захотелось взять радио и разбить его об стену. Какая жалость к себе! Какой слабак! Так что мы переписали ту же песню, которую слышали, с лучшей концовкой». Роуз позже говорил, что песня, вдохновившая Стрэдлина, была от группы Great White.

## Живые исполнения
Группа впервые исполнила песню вживую в CBGB в октябре 1987 года во время тура Appetite for Destruction Tour. Песня стала обязательным номером концертов Guns N' Roses. После того, как песня в последний раз исполнялась прежним составом в 1993 году, она была вновь исполнена в 2006 году во время тура Chinese Democracy Tour. С тех пор она исполнялась на каждом туре, а воссоединенный состав исполнил её в 2016 году во время тура Not In This Lifetime.... Tour на фестивале Коачелла.

## Оценка
Стивен Томас Эрлевайн из AllMusic описал песню как «буги в стиле кантри», но раскритиковал её за женоненавистничество . Rolling Stone описал её как «уморительный кантри-номер, который, вероятно, заставит феминистские горячие линии затрещать по всей стране».
В 2016 году Spin поставил песню на 42-е место из 79 в своем рейтинге всех песен Guns N' Roses, сказав: «Отбросьте женоненавистнические, темные и извращенные фантазии, и вы получите потрясающую, корневую имитацию дорожного джема братьев Оллман». В том же году Medium поставил песню на 20 место из 80, заявив: «Венцом манифеста „помните, это было написано в 1988 [1987] году; это не делает это правильным, но все же“, который охватывает большую часть творчества Ганзов». L.A. Weekly поставил песню на 18-е место из 64, а Ultimate Classic Rock поставил её на 28-е место из 80.
В 2018 году Loudwire поставил песню на 83-е место из 87, заявив: «Эта песня ощущается как попытка Stones исполнить „Dead Flowers“… Песня, вероятно, должна была быть воспринята с долей уверенности, но это трудно проглотить, учитывая, что бывшая жена Эксла Эрин Эверли обвинила его в домашнем насилии». Houston Press назвал песню 5-й в своем списке «10 худших песен Guns N’ Roses».

## Кавер-версии
White Lung исполнили песню в рамках концертной программы SiriusXMU.
В феврале 2018 года ритм-гитарист Guns N' Roses Ричард Фортус присоединился к Blackberry Smoke на сцене, чтобы исполнить песню. L7 выпустили кавер-версию песни в качестве би-сайда к своему синглу 1992 года «Monster», изменив текст и название на «Used to Love Him».